# Matilde Mariani
Matilde Mariani (* 23. Januar 2002 in Arezzo) ist eine italienische Tennisspielerin.

## Karriere
Mariani bevorzugt Sandplätze und spielt hauptsächlich auf der ITF Women’s World Tennis Tour, wo sie bislang einen Titel im Einzel und sieben im Doppel gewann.

## Turniersiege

### Einzel
| Nr. | Datum         | Turnier   | Kategorie | Belag     | Finalgegnerin  | Ergebnis |
| --- | ------------- | --------- | --------- | --------- | -------------- | -------- |
| 1.  | 23. Juni 2024 | Hillcrest | ITF W15   | Hartplatz | Elena Jamshidi | 6:2, 6:3 |

### Doppel
| Nr. | Datum             | Turnier   | Kategorie | Belag     | Partnerin         | Finalgegnerinnen                  | Ergebnis         |
| --- | ----------------- | --------- | --------- | --------- | ----------------- | --------------------------------- | ---------------- |
| 1.  | 18. Juni 2022     | Monastir  | ITF W15   | Hartplatz | Cho I-hsuan       | Chloe Cirotte Marie Villet        | 7:5, 6:1         |
| 2.  | 5. August 2023    | Monastir  | ITF W15   | Hartplatz | Joanna Zawadzka   | Jekaterina Schalimowa Julia Zhu   | 6:2, 6:2         |
| 3.  | 12. August 2023   | Monastir  | ITF W15   | Hartplatz | Joanna Zawadzka   | Emma Martellenghi Beatrice Stagno | 6:3, 2:6, [10:5] |
| 4.  | 21. Oktober 2023  | Iraklio   | ITF W15   | Sand      | Gaia Squarcialupi | Ela Nala Milić Amélie Šmejkalová  | 1:6, 7:5, [10:7] |
| 5.  | 22. Juni 2024     | Hillcrest | ITF W15   | Hartplatz | Beatrice Stagno   | Nagomi Higashitani Michika Ozeki  | 7:5, 4:6, [10:6] |
| 6.  | 29. Juni 2024     | Hillcrest | ITF W15   | Hartplatz | Beatrice Stagno   | Amanda Nava Elkin Haine Ogata     | 6:4, 6:2         |
| 7.  | 7. September 2024 | Monastir  | ITF W15   | Hartplatz | Celine Simunyu    | Sofya Gapankova Ksenija Jorsch    | 6:1, 6:3         |